# Chalagnac
Chalagnac (okzitanisch Chalanhac) ist eine französische Gemeinde mit 442 Einwohnern (Stand 1. Januar 2022) im Nordwesten des Départements Dordogne in der Region Nouvelle-Aquitaine (vor 2016 Aquitanien). Sie gehört zum Arrondissement Périgueux und zum Kanton Périgord Central. Sie besteht aus dem Hauptort sowie einigen Weilern (hameaux) und Einzelgehöften (fermes). Die Bewohner werden Chalagnacois und Chalagnacoises genannt.

## Lage und Klima
Der Ort Chalagnac liegt in der Kulturlandschaft des Périgord knapp 13 Kilometer (Fahrtstrecke) südlich von Périgueux in einer Höhe von ca. 200 m. Die Stadt Bergerac liegt ungefähr 38 Kilometer südwestlich. Das Klima ist gemäßigt, Regen (ca. 852 mm/Jahr) fällt übers Jahr verteilt.

## Geschichte
Die erste Erwähnung des Ortes unter dem Namen Chalapnacum stammt aus dem 13. Jahrhundert.

## Bevölkerungsentwicklung
| Jahr      | 1962 | 1968 | 1975 | 1982 | 1990 | 1999 | 2007 | 2019 |
| Einwohner | 257  | 237  | 222  | 281  | 338  | 338  | 383  | 439  |

Der kontinuierliche Bevölkerungsrückgang im 20. Jahrhundert ist im Wesentlichen auf die Mechanisierung der Landwirtschaft und die Aufgabe von bäuerlichen Kleinbetrieben zurückzuführen. Der erneute Bevölkerungsanstieg seit den 1980er Jahren hängt mit der relativen Nähe zur Stadt Périgueux zusammen.

## Wirtschaft
Die Gemeinde ist traditionell land- und forstwirtschaftlich orientiert; die Bewohner lebten jahrhundertelang als Selbstversorger. Heute spielen auch die Fischzucht und die Vermietung von Ferienwohnungen (gîtes) wichtige Rollen im Wirtschaftsleben.

## Sehenswürdigkeiten
- Die Kirche Saint-Saturnin stammt ursprünglich aus dem 12. Jahrhundert. Im 14. Jahrhundert wurde auf der Südseite ein neues und größeres Kirchenschiff angebaut; die Kirche erhielt ein neues Portal, mehrere Maßwerkfenster und ein gotisches Rippengewölbe. Der neuere Teil ist mit Fugenmalereien versehen. Der auffällige Turm scheint eine Hinzufügung des 19. Jahrhunderts zu sein.
- Das ca. einen Kilometer östlich des Ortes befindliche Château de Rossignol stammt aus dem 15. Jahrhundert; in den Jahren 1775 bis 1778 wurde es umgebaut und vergrößert. Es dient heute als Hotel.[2]

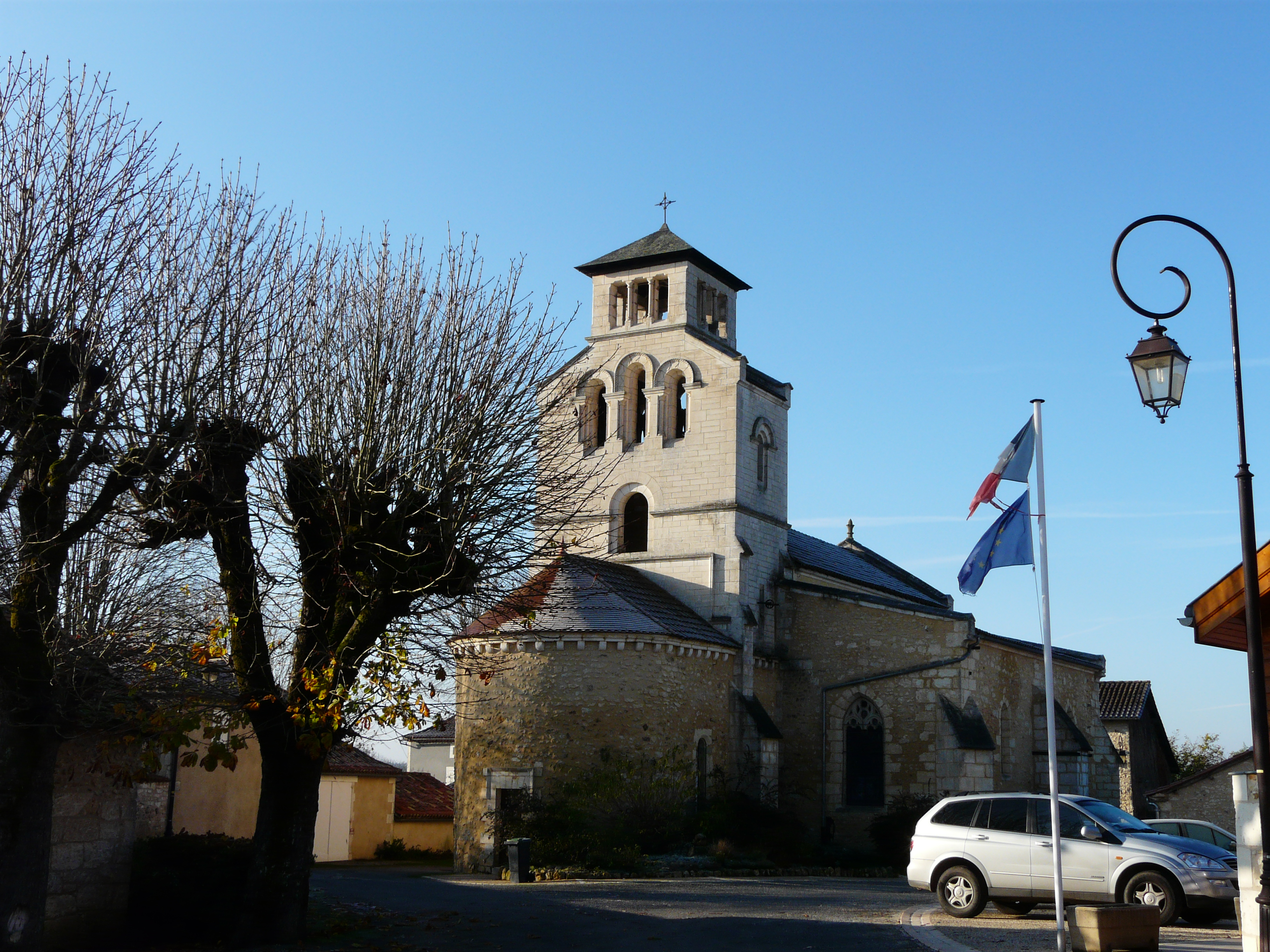
Kirche Saint-Saturnin